# In Old Kentucky (film 1909)
In Old Kentucky è un cortometraggio muto del 1909 diretto da David W. Griffith. Prodotto e distribuito dalla Biograph Company, il film fu girato a Cuddebackville. La sceneggiatura di Stanner E.V. Taylor si basa  su un lavoro teatrale di Charles T. Dazey.

## Trama
Allo scoppio della guerra di secessione, il Kentucky all'inizio rimane neutrale. Tante famiglie si rompono, divise nella scelta di un campo da prendere. Dai Wilkinson, quando il padre arriva a casa con la notizia della guerra, George, il figlio minore, annuncia la sua partenza per raggiungere l'esercito dell'Unione, incitando anche il fratello Robert a fare lo stesso. Ma Robert, invece, sceglie l'esercito confederato dove gli viene affidata una pericolosa missione durante la quale, indossando la divisa nordista, deve infiltrarsi tra le linee nemiche. Scoperto, viene catturato e condannato alla fucilazione. Il fratello, che lo vede per la prima volta dopo la loro separazione, non ha dubbi e lo mette sotto scorta per condurlo alla fucilazione. Guadando un fiume, Robert riesce a fuggire e cerca scampo e rifugio nella casa paterna. Il padre non difende il fuggitivo mentre la madre, al contrario, lo nasconde nel suo letto. Scoperto da George che si è messo sulle sue tracce, Robert viene difeso dalla madre che minaccia di spararsi se George farà un passo avanti.
Finita la guerra, George viene accolto come un eroe. Robert, affamato e lacero, ritorna anche lui a casa ma, vedendo i festeggiamenti, sta per andarsene quando il vecchio zio Jasper lo porta dentro. La madre se lo stringe al cuore e il fratello, con in braccio la bandiera dell'Unione, gli porge la mano.

## Produzione
Il film fu prodotto dalla Biograph Company e venne girato a Cuddebackville, nello stato di New York.

## Distribuzione
Distribuito dalla Biograph Company, il film - un cortometraggio in una bobina - uscì nelle sale cinematografiche statunitensi il 20 settembre 1909.